# Supersternhaufen

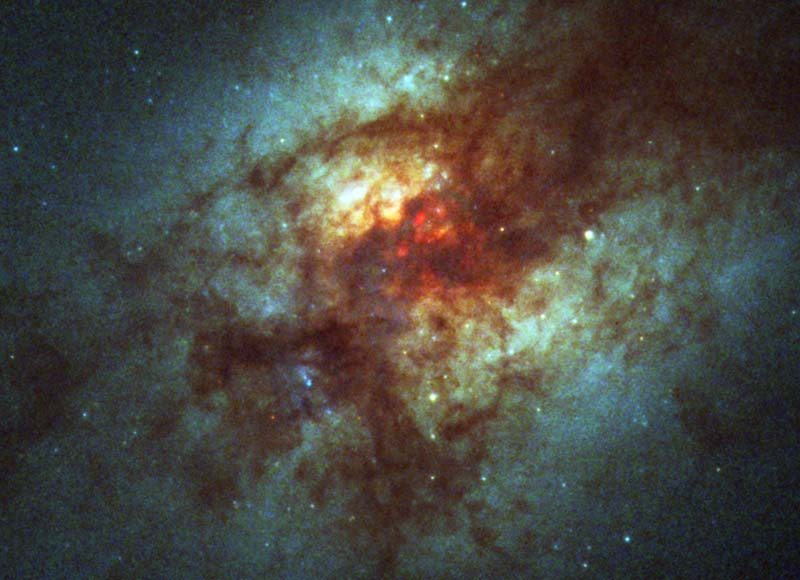
Supersternhaufen (kleine helle Punkte) in einer Hubble-Space-Telescope-Aufnahme der Galaxie Arp 220

Supersternhaufen sind junge, sehr kompakte Sternhaufen mit einer Masse zwischen 10.000 und einer Million Sonnenmassen bei einem Alter von weniger als 10 Millionen Jahren. Durch eine große Anzahl an Hauptreihensternen der Spektralklasse O und Supernovae sind die Supersternhaufen von ionisierten H-II-Regionen umgeben und entsprechen in ihren Eigenschaften den Ultra dense H-II regions (UDHIIs) in der Milchstraße.

## Entstehung
Die ersten Supersternhaufen wurden in den 1960er-Jahren entdeckt und seither in allen Galaxientypen mit hohen Sternentstehungsraten beobachtet – also in Starburstgalaxien, wechselwirkenden Galaxien, amorphen Galaxien und einigen Zwerggalaxien.
Im Gegensatz zur "normalen" Entstehung von 50–500 Sternen in Offenen Sternhaufen sind sie das Ergebnis einer besonders intensiven Sternbildung, des Starburst. Durch eine kurzzeitig extrem hohe Sternbildungsrate entstehen sehr massereiche, kompakte Haufen, die etwas weniger langlebig sind als die noch kompakteren Kugelsternhaufen im Halo unserer Milchstraße.

## Eigenschaften
Die Sternentstehung erfolgt normalerweise in Form von Sternassoziationen oder in Riesenmolekülwolken eingebetteten Sternhaufen, die einige 10 bis einige Millionen Sterne enthalten. Der typische Durchmesser der offenen Sternhaufen liegt bei 2–10 Parsec, und die meisten Aggregationen lösen sich in einem Zeitraum von 10 Millionen Jahren auf, wenn die Gravitation die Sterne nach dem Verlust des eingebetteten Gases nicht mehr zusammenhalten kann.
Supersternhaufen verfügen über einen Radius von 2 bis 3 Parsec und gelten als Vorläufer der Kugelsternhaufen. Als besonderes Charakteristikum gelten ein ausgeprägter Infrarotexzess aufgrund einer starken Absorption in dem jungen Sternhaufen sowie eine hohe Elektronendichte von {\displaystyle P/}{\displaystyle k_{b}}{\displaystyle =10^{7}}..{\displaystyle 10^{10}} K cm{\displaystyle ^{-3}} aufgrund der intensiven UV-Strahlung durch junge massereiche Sterne.
Daneben sind die in Supersternhaufen eingebetteten jungen Sterne für die Entstehung starker Sternwinde verantwortlich. Diese Winde werden weit über die Fluchtgeschwindigkeit hinaus beschleunigt und entfernen im Falle von Zwerggalaxien alle Gasmassen aus ihrer Heimatgalaxie, sodass die Sternentstehung zum Erliegen kommt.

## Beispiele
Ein Supersternhaufen in unserer Galaxie ist Westerlund 1. Westerlund 1 enthält hunderte sehr massereiche Sterne, einige von ihnen weisen eine bis zu 1 Millionen-fache Sonnenleuchtkraft und etwa 2.000 Sonnendurchmessern auf, was etwa einer Ausdehnung bis zum Radius der Saturnbahn entspräche. 

„Würde sich die Sonne im Herzen dieses bemerkenswerten Sternhaufens befinden, wäre der Nachthimmel auf der Erde mit hunderten von Sternen übersät, die so hell wären wie der Vollmond.“

Ein weiteres Beispiel in der galaktischen Nachbarschaft ist R136 im Tarantelnebel der Großen Magellanschen Wolke, eine der die Milchstraße umkreisenden Zwerggalaxien.